# Elfingen

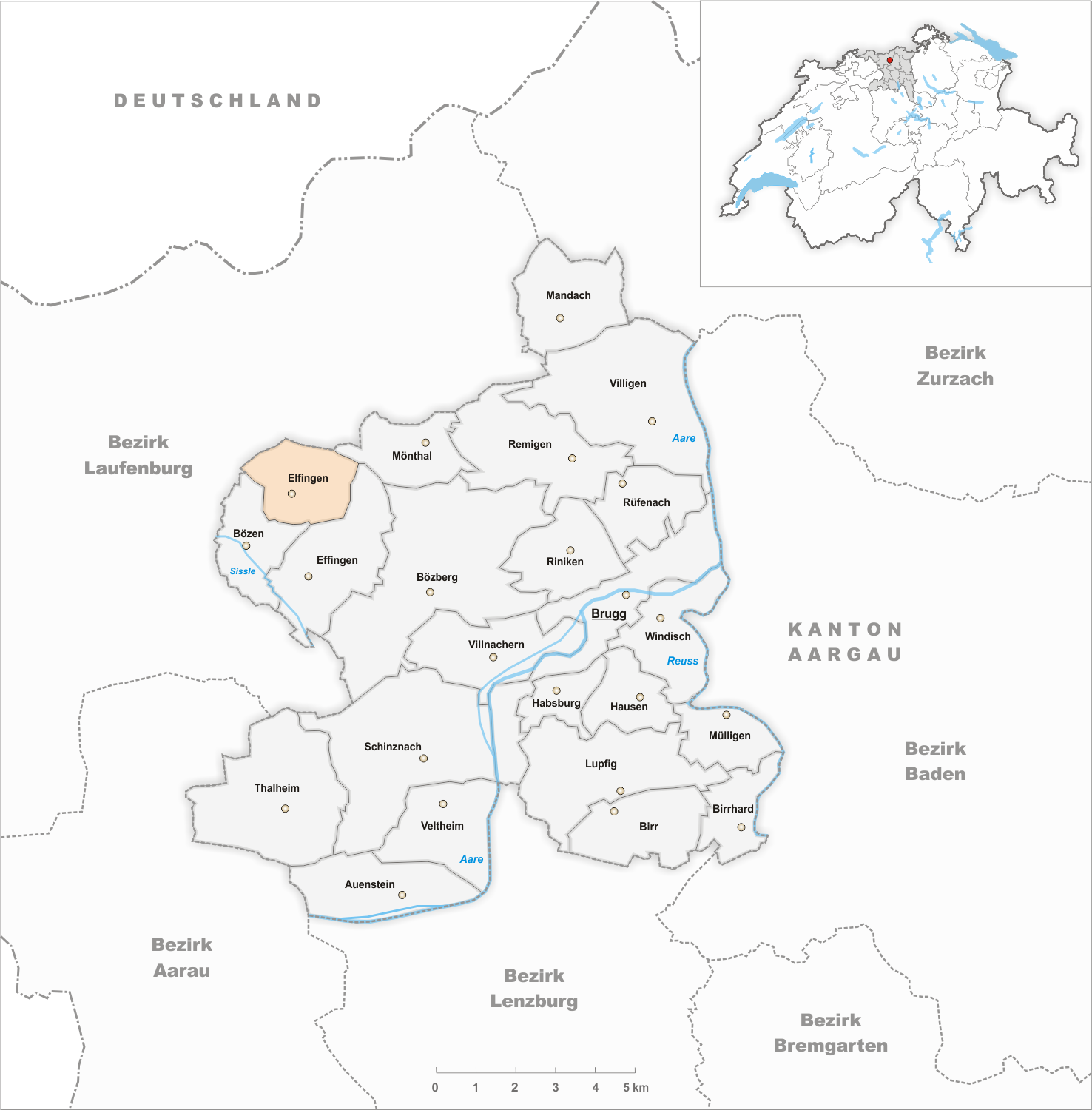
Gemeindestand vor der Fusion am 1. Januar 2022

Elfingen (schweizerdeutsch: ˈɛlfigə) ist ein Dorf im Schweizer Kanton Aargau. Es liegt an der Westseite des Bözberg im oberen Fricktal und ist nicht mit der ehemaligen Nachbargemeinde Effingen zu verwechseln. Bis zum 31. Dezember 2021 bildete Elfingen eine eigenständige Einwohnergemeinde im Bezirk Brugg, seither ist es eines von vier Dörfern in der neu entstandenen Gemeinde Böztal im Bezirk Laufenburg.

## Geographie
Das Dorf liegt rund drei Kilometer nordwestlich des Bözbergpasses in einem muldenartigen Seitental der Sissle. Es ist auf drei Seiten von sanft ansteigenden Hügeln des Tafeljuras umgeben, die in den oberen Bereichen bewaldet sind. Dazu zählen der Marchwald im Norden (607 m ü. M.), die Sennhütten im Nordosten (634 m ü. M.) und der Bränngarten im Osten (659 m ü. M.). Dem Marchwald vorgelagert ist der Dachsel (565 m ü. M.).
Die Fläche des Gemeindegebiets beträgt 422 Hektaren, davon sind 209 Hektaren mit Wald bedeckt und 17 Hektaren überbaut. Der höchste Punkt ist der Gipfel des Bränngartens auf 659 Metern, der tiefste liegt auf 430 Metern an der südlichen Gemeindegrenze. Das Gemeindegebiet von Elfingen ist Teil des Juraparks Aargau, einem «Regionalen Naturpark von nationaler Bedeutung». Nachbargemeinden sind Laufenburg im Norden, Mönthal im Nordosten, Effingen im Südosten, Bözen im Südwesten und Hornussen im Nordwesten.

## Geschichte

Luftbild aus 600 m von Walter Mittelholzer (1925)

Verschiedene Streufunde weisen auf eine Besiedlung der Gegend während der Jungsteinzeit hin. Das Dorf dürfte vermutlich im 5. oder 6. Jahrhundert während der ersten alemannischen Siedlungsphase entstanden sein, wie Gräberfunde aus dem Jahr 1978 nahelegen. Die erste urkundliche Erwähnung von Eolfingen erfolgte 1245, als der Verkauf von Gütern an das Kloster Wettingen bestätigt wurde. Der Ortsname stammt vom althochdeutschen Agiwolfingun und bedeutet «bei den Leuten des Agiwolf».
Im Mittelalter hatte Elfingen westlich des Bözbergs eine bedeutende Stellung. Das Dorf war Sitz eines Dinghofes des Klosters Murbach im Elsass und Pfarreiort der umliegenden Gemeinden Bözen, Effingen sowie Teilen von Zeihen und Linn. Der Dinghof verfügte über umfassende Rechte in der näheren Umgebung und wurde 1291 an die Habsburger verkauft. Königin Agnes von Ungarn schenkte 1322 den Besitz dem Kloster Königsfelden in Windisch. 1460 eroberte Bern die Herrschaft Schenkenberg, zu der auch Elfingen gehörte. Damit sicherten sich die Berner den wichtigen Passübergang über den Bözberg an der Grenze zu Vorderösterreich. Elfingen lag nun im Gerichtsbezirk Bözen des Amtes Schenkenberg und war somit ein Teil des Berner Aargaus.
Nachdem Bern 1514 den Dinghof vollständig übernommen hatte, verlor Elfingen immer mehr an Bedeutung. 1528 führten die Berner die Reformation ein. Spätestens ab 1720 bestand eine eigene Schule. Im März 1798 nahmen die Franzosen die Schweiz ein, entmachteten die «Gnädigen Herren» von Bern und riefen die Helvetische Republik aus. Elfingen gehört seither zum Kanton Aargau. Zwischen 1850 und 1980 nahm die Bevölkerungszahl um über einen Drittel ab. Seither steigt sie wieder leicht an, vor allem seit der Eröffnung der nahe gelegenen Bözbergautobahn im Jahr 1996.
Seit Juni 2017 liefen Abklärungen zur Fusion der Gemeinden Bözen, Effingen, Elfingen und Hornussen. Die Gemeindeversammlung stimmte dem Vorhaben am 27. Juni 2019 zu, die Volksabstimmung vom 24. November 2019 bestätigte dieses Ergebnis mit 90 Ja- zu 40 Nein-Stimmen. Der Zusammenschluss zur Gemeinde Böztal ist per 1. Januar 2022 erfolgt.

## Sehenswürdigkeiten

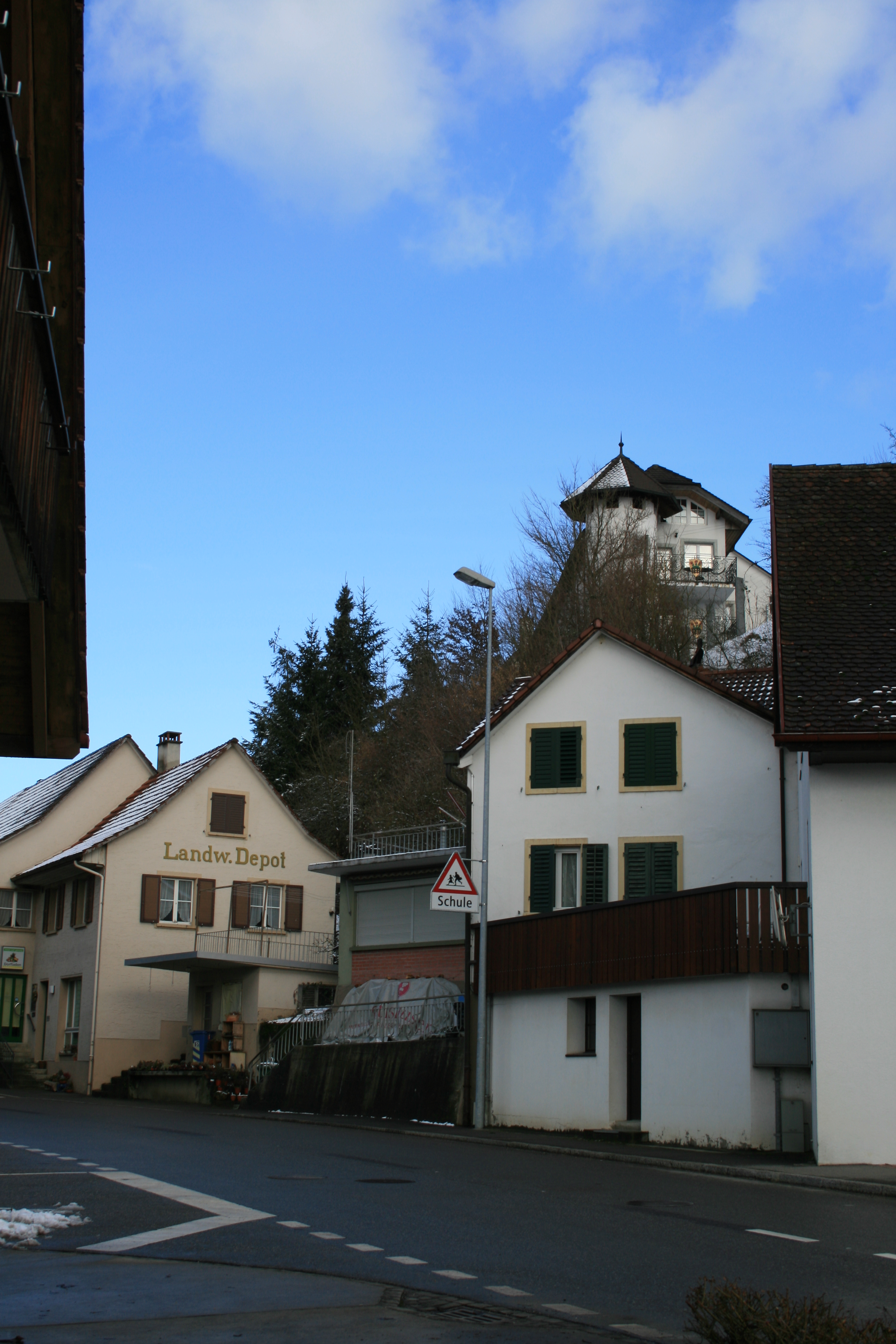
Elfingen

Die Bausubstanz des kreuzförmig angelegten Haufendorfes stammt zum grössten Teil aus dem 17. Jahrhundert. Das Ortsbild ist von nationaler Bedeutung und ist ins Inventar der schützenswerten Ortsbilder der Schweiz aufgenommen worden. Die aus dem 9. Jahrhundert stammende Pfarrkirche zerfiel nach der Reformation und wurde schliesslich abgetragen. Dennoch blieb Elfingen bis 1824 Amtssitz des Pfarrers, obwohl dieser in Bözen wirkte. Von der einstigen Bedeutung des Dinghofes zeugt das Pfarrhaus, das 1624 neu erbaut wurde und an erhöhter Lage über dem Dorf steht.

## Wappen
Die Blasonierung des Gemeindewappens lautet: «In Rot auf grünem Dreiberg getatztes weisses Doppelkreuz.» Das Doppelkreuz besitzt grosse Ähnlichkeit mit dem ungarischen Wappen und weist auf die Tatsache hin, dass Königin Agnes von Ungarn den Dinghof Elfingen dem Kloster Königsfelden geschenkt hatte.

## Bevölkerung
Die Einwohnerzahlen entwickelten sich wie folgt:
| Jahr      | 1764 | 1850 | 1900 | 1930 | 1950 | 1960 | 1970 | 1980 | 1990 | 2000 | 2010 | 2020 |
| Einwohner | 144  | 265  | 217  | 203  | 199  | 194  | 171  | 165  | 217  | 240  | 259  | 298  |

Am 31. Dezember 2021 lebten 305 Menschen in Elfingen, der Ausländeranteil betrug 14,1 %. Bei der Volkszählung 2015 bezeichneten sich 38,0 % als reformiert und 21,5 % als römisch-katholisch; 40,5 % waren konfessionslos oder gehörten anderen Glaubensrichtungen an. 94,2 % gaben bei der Volkszählung 2000 Deutsch als ihre Hauptsprache an.

## Politik und Recht
Die Versammlung der Stimmberechtigten, die Gemeindeversammlung, übt die Legislativgewalt aus. Ausführende Behörde ist der fünfköpfige Gemeinderat. Er wird im Majorzverfahren vom Volk gewählt, seine Amtsdauer beträgt vier Jahre. Der Gemeinderat führt und repräsentiert die Gemeinde. Dazu vollzieht er die Beschlüsse der Gemeindeversammlung und die Aufgaben, die ihm vom Kanton zugeteilt wurden. Für Rechtsstreitigkeiten ist in erster Instanz das Bezirksgericht Brugg zuständig. Elfingen gehört zum Friedensrichterkreis VIII (Brugg).

## Wirtschaft
In Elfingen gibt es gemäss der im Jahr 2015 erhobenen Statistik der Unternehmensstruktur (STATENT) rund 80 Arbeitsplätze, davon 31 % in der Landwirtschaft, 19 % in der Industrie und 50 % im Dienstleistungssektor. Die meisten Erwerbstätigen sind Wegpendler und arbeiten in Brugg oder in den grösseren Gemeinden des Fricktals.
Von grosser Bedeutung ist weiterhin der Weinbau. Am Südhang des Dachsels und am Südwesthang eines Ausläufers des Bränngartens war im Jahr 2018 eine Fläche von 10,9 Hektaren mit Reben bestockt, wobei die Sorten Blauburgunder und Riesling × Silvaner überwiegen.

## Verkehr
In Bözen zweigt die schmale Kantonsstrasse 460 ab, die über Elfingen und einen namenlosen Pass östlich des Marchwalds in die Nähe von Sulz im Hochrheintal führt. Die nächstgelegenen Autobahnanschlüsse an der Autobahn A3 liegen bei Frick und Zeihen, beide rund fünf Kilometer entfernt.

### Öffentlicher Verkehr
Elfingen ist durch eine Postautolinie von Frick über den Bözbergpass zum Bahnhof Brugg an das Netz des öffentlichen Verkehrs angeschlossen. An Wochenenden verkehrt ein Nachtbus von Frick über Elfingen und Zeihen nach Densbüren.
- 137 Brugg Bahnhof – Effingen – Elfingen – Bözen – Frick
- N97 Frick Bahnhof  – Hornussen – Bözen – Effingen – Zeihen – Herznach – Densbüren – Asp AG – Herznach – Ueken – Frick Bahnhof

## Bildung
Elfingen besitzt seit Mitte 2012 keine Primarschule mehr. Die Schule (1. bis 6. Klasse) und der Kindergarten werden beide in Bözen geführt. Sämtliche Oberstufen (Realschule, Sekundarschule und Bezirksschule) können in Frick besucht werden. Die nächstgelegenen Gymnasien sind die Alte Kantonsschule und die Neue Kantonsschule, beide in Aarau.